# Día del Elba

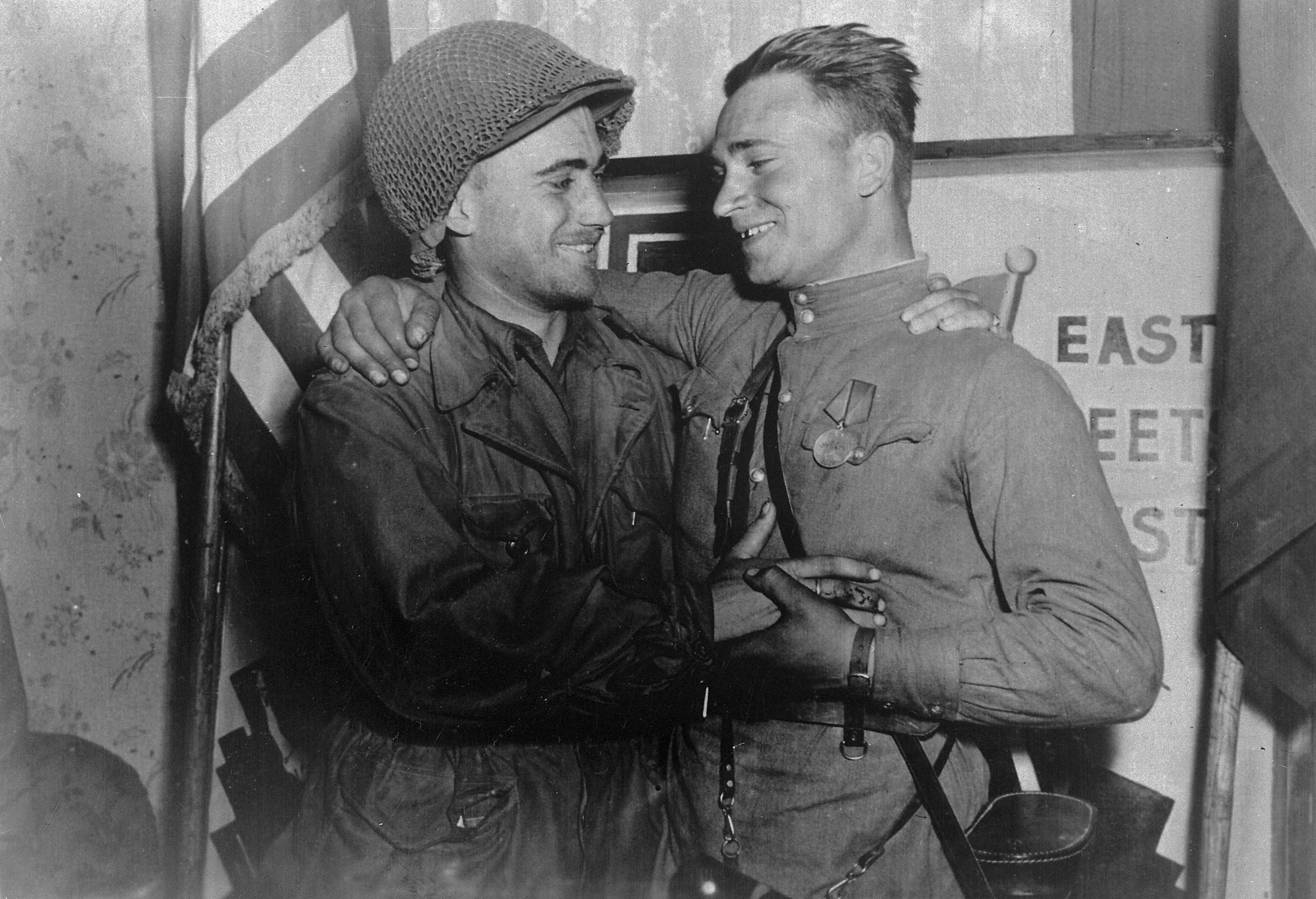
El teniente estadounidense William Robertson y el teniente soviético Alexandr Silvashko, saludándose en el Día del Elba.

El Día del Elba es el nombre dado al 25 de abril de 1945, cuando, en los días finales de la Segunda Guerra Mundial en Europa, las tropas soviéticas y estadounidenses se reunieron en las orillas del río Elba, en la región central de Alemania y en un punto cercano a la ciudad de Torgau en el extremo noroeste de Sajonia.
El Día del Elba nunca ha sido una fiesta oficial en ningún país, pero en los años posteriores a 1945 el recuerdo de este encuentro amistoso adquirió un nuevo significado en el contexto de la Guerra Fría entre los Estados Unidos y la Unión Soviética.

## Historia
En esa fecha, una patrulla de reconocimiento de la 69.ª División de Infantería del Ejército de los Estados Unidos cruzó el río Elba en un bote, cerca del poblado de Strehla. El teniente estadounidense Albert Kotzebue cruzó el Elba con tres hombres más y halló en la otra orilla a soldados soviéticos de la 58.ª División de Guardias, del 5.º Ejército de Guardias del Ejército Rojo, al mando del comandante Alexandr Gardiev. El mismo día, horas después, el teniente estadounidense William Robertson llegó con su patrulla de infantería al puente de la localidad de Torgau, sobre el río Elba; allí la patrulla estadounidense se reunió con un pelotón soviético al mando del teniente Alexandr Silvashko, comunicando ambos de inmediato a sus superiores el evento. 
Hecho el contacto, los mandos de las unidades a ambos lados del río se dirigieron a la ciudad de Torgau, 20 kilómetros al norte de Strehla y desalojada por tropas alemanas, para realizar una reunión celebratoria. Las noticias sobre el encuentro de ambas unidades pronto llegaron a los cuarteles generales de la Stavka y la Fuerza Expedicionaria Aliada, disponiendo ambas que se ejecutara un festejo oficial en Torgau entre soldados de ambos países, con un "apretón de manos" cubierto por la prensa y noticieros estadounidenses y soviéticos, mientras que el presidente Harry S. Truman y el líder soviético Iósif Stalin intercambiaron mensajes oficiales de felicitación.
El encuentro de estadounidenses y soviéticos en el Elba sirvió como motivo para pronunciamientos oficiales en Moscú, Washington y Londres, manifestando el pleno acuerdo de los tres aliados de luchar conjuntamente hasta la rendición del Tercer Reich. Estratégicamente la reunión de Torgau simbolizaba que el territorio alemán bajo control nazi quedaba definitivamente cortado en dos, y que se eliminaban las esperanzas de la propaganda alemana de "salvar" al régimen nazi mediante un conflicto final entre estadounidenses y soviéticos en caso de encontrarse.

## Conmemoraciones
Los monumentos en Torgau, Lorenzkirch y Bad Liebenwerda conmemoran los primeros encuentros entre las tropas estadounidenses y soviéticas en Día del Elba. En los Estados Unidos, hay una placa del "Espíritu del Elba" en el Cementerio Nacional de Arlington que conmemora el día.
En 1949, el estudio de cine ruso Mosfilm conmemoró el Día del Elba en la película en blanco y negro Encuentro en el Elba.
Durante la Guerra Fría, la reunión de los dos ejércitos a menudo se recordaba como un símbolo de paz y amistad entre las personas de las dos superpotencias antagónicas. Por ejemplo, en 1961, la popular canción rusa " ¿Los rusos quieren guerra? " Evocaba la memoria de los soldados estadounidenses y rusos abrazando el río Elba.
Joseph Polowsky, un soldado estadounidense que se reunió con las tropas soviéticas en el Día del Elba, se vio profundamente afectado por la experiencia y dedicó gran parte de su vida a oponerse a la guerra. Conmemoraba el Día del Elba cada año en su ciudad natal de Chicago y sin éxito solicitó a las Naciones Unidas que convirtiera el 25 de abril en un "Día Mundial de la Paz". Sus restos están enterrados en un cementerio en Torgau.
El cantante y compositor estadounidense Fred Small conmemoró a Joseph Polowsky y el Día del Elba en su canción "En el Elba".
En 1988, una placa titulada "Der Geist der Elbe" ("Espíritu del Elba") fue montada en una piedra cerca de Torgau en el lugar del encuentro entre las tropas de la 69.ª Infantería estadounidense y la Guardia Soviética.
En 1995, la Federación de Rusia emitió una moneda de tres rublos para conmemorar el 50 ° aniversario del Día del Elba.
En 2010, el 65 aniversario del evento, los eventos del Día del Elba en Torgau se celebraban anualmente el fin de semana más cercano al 25 de abril, atrayendo a los turistas a la ciudad. También en 2010, los presidentes de Estados Unidos y Rusia emitieron por primera vez una declaración conjunta el 25 de abril conmemorando el Día del Elba y el "espíritu del Elba".
La reunión en el Elba está representada en el juego de estrategia de guerra R.U.S.E., lanzado en 2010 y 2011 y basado vagamente en los eventos de la Segunda Guerra Mundial.

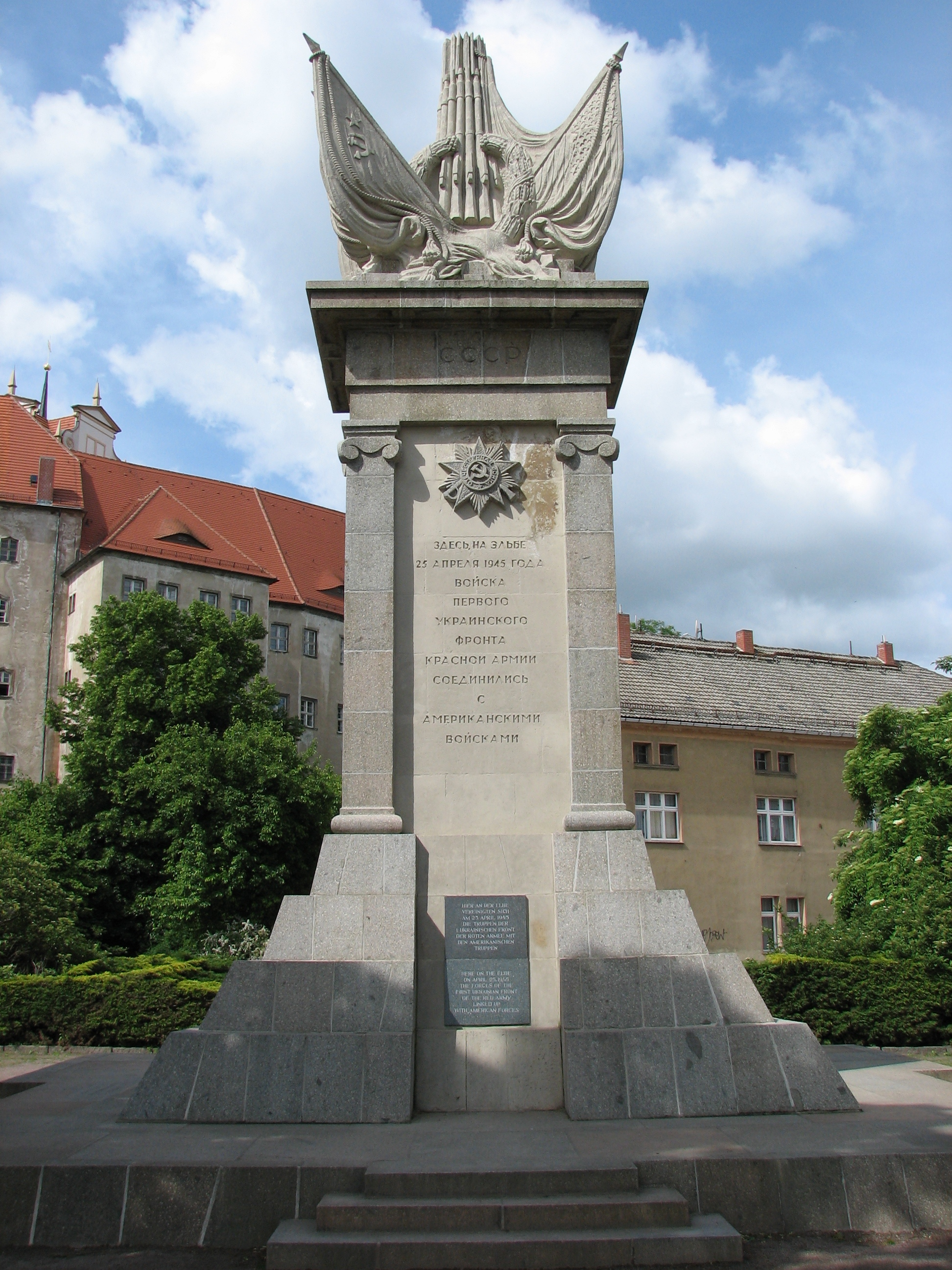
Monumento a la reunión de las fuerzas aliadas, en Torgau, Alemania..
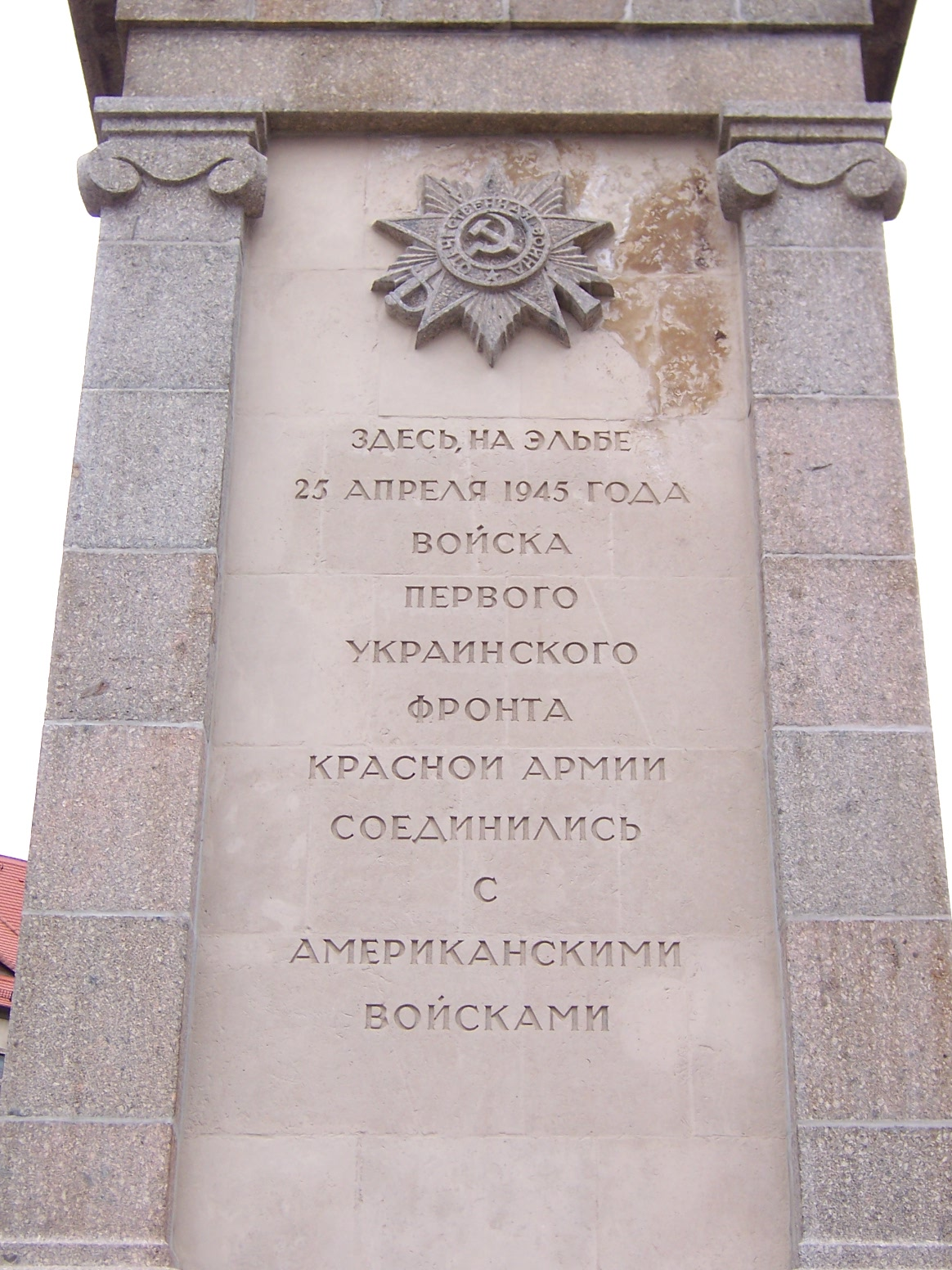
Inscripción rusa en el monumento de Torgau..
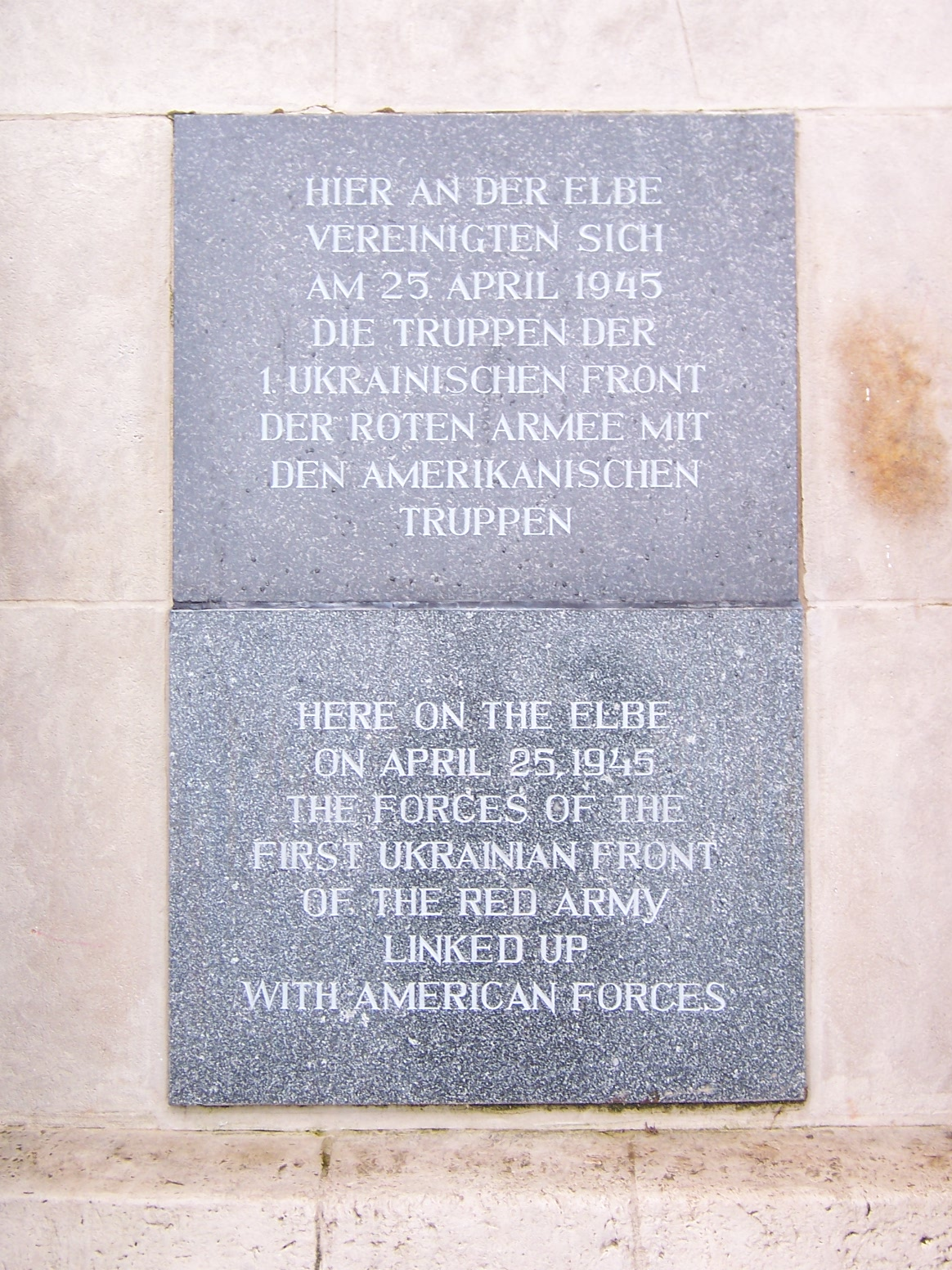
Inscripciones alemanas e inglesas en el monumento de Torgau..
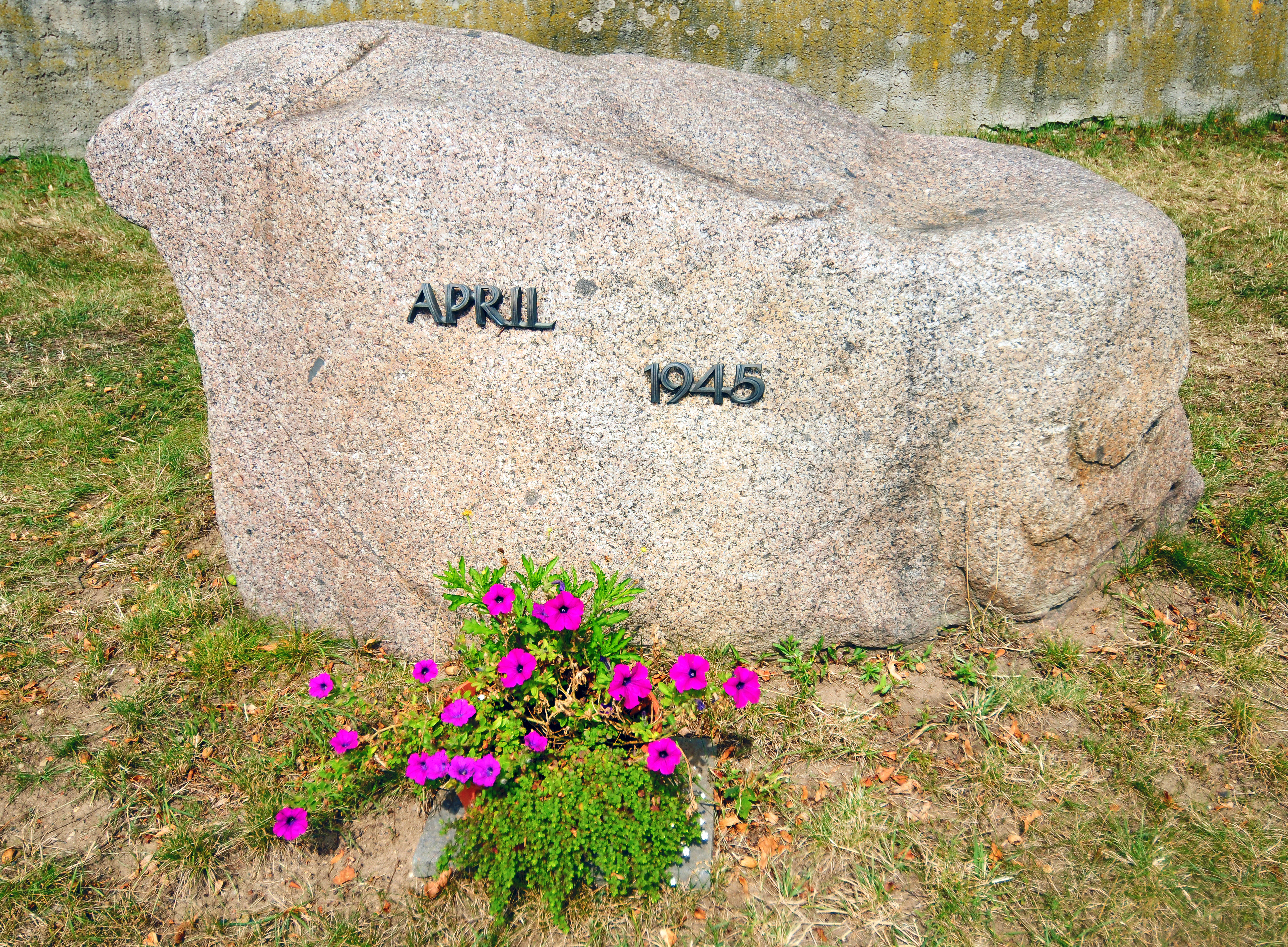
Piedra conmemorativa para los refugiados y civiles muertos en el primer punto de encuentro en Lorenzkirch, Alemania.
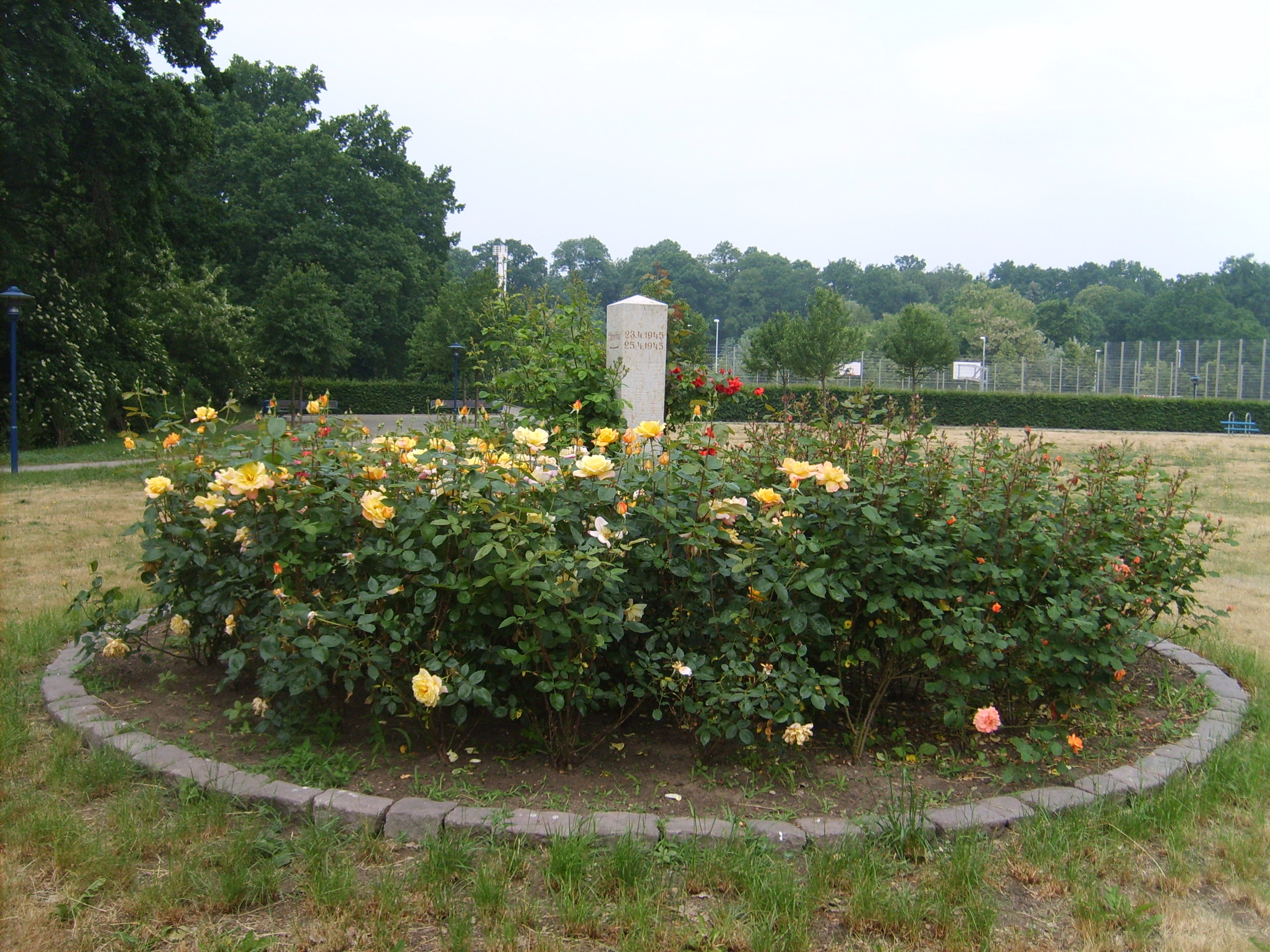
Estela con rosas en Bad Liebenwerda, Alemania.
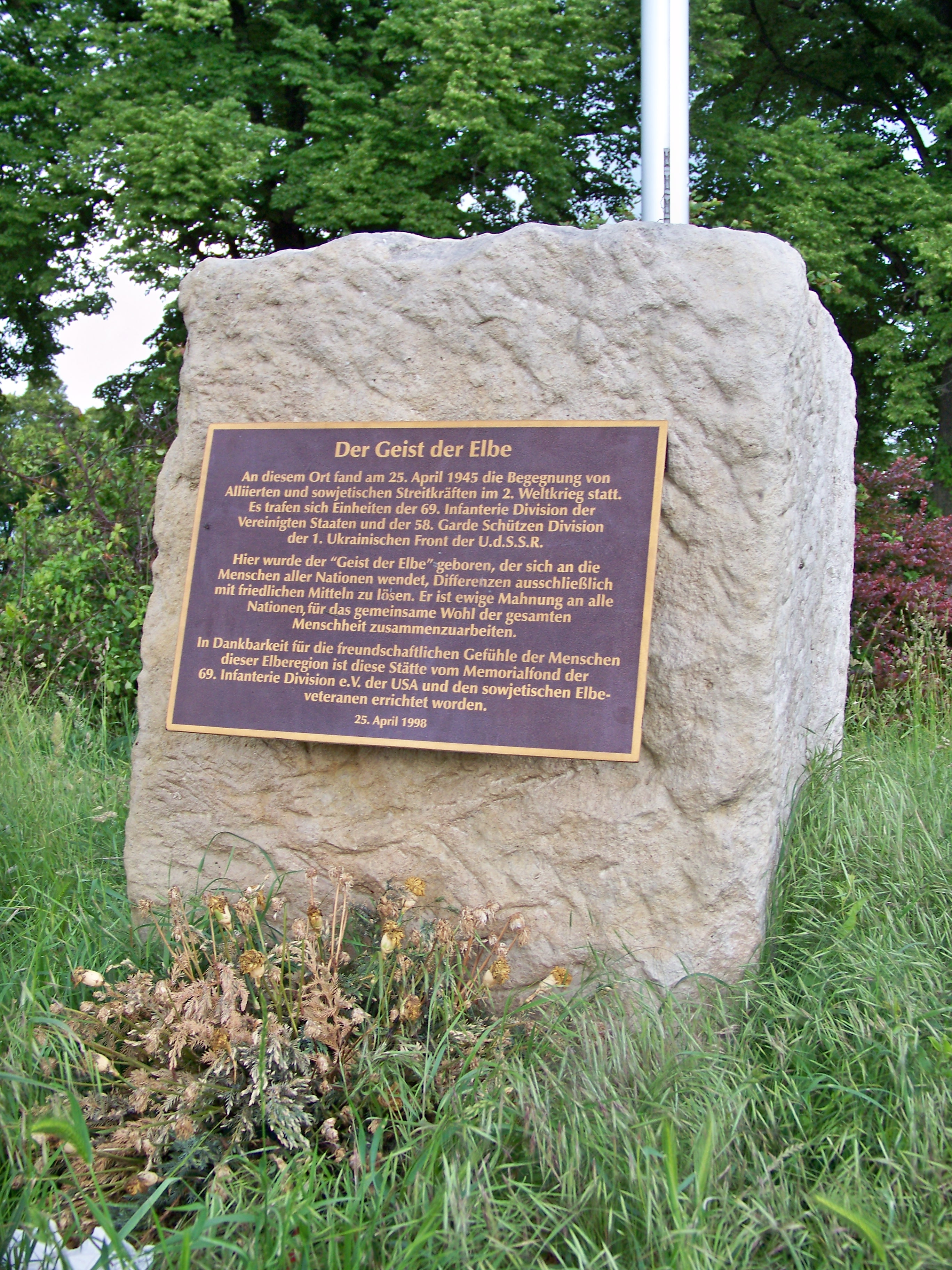
Piedra conmemorativa con la placa del "Espíritu del Elba"..
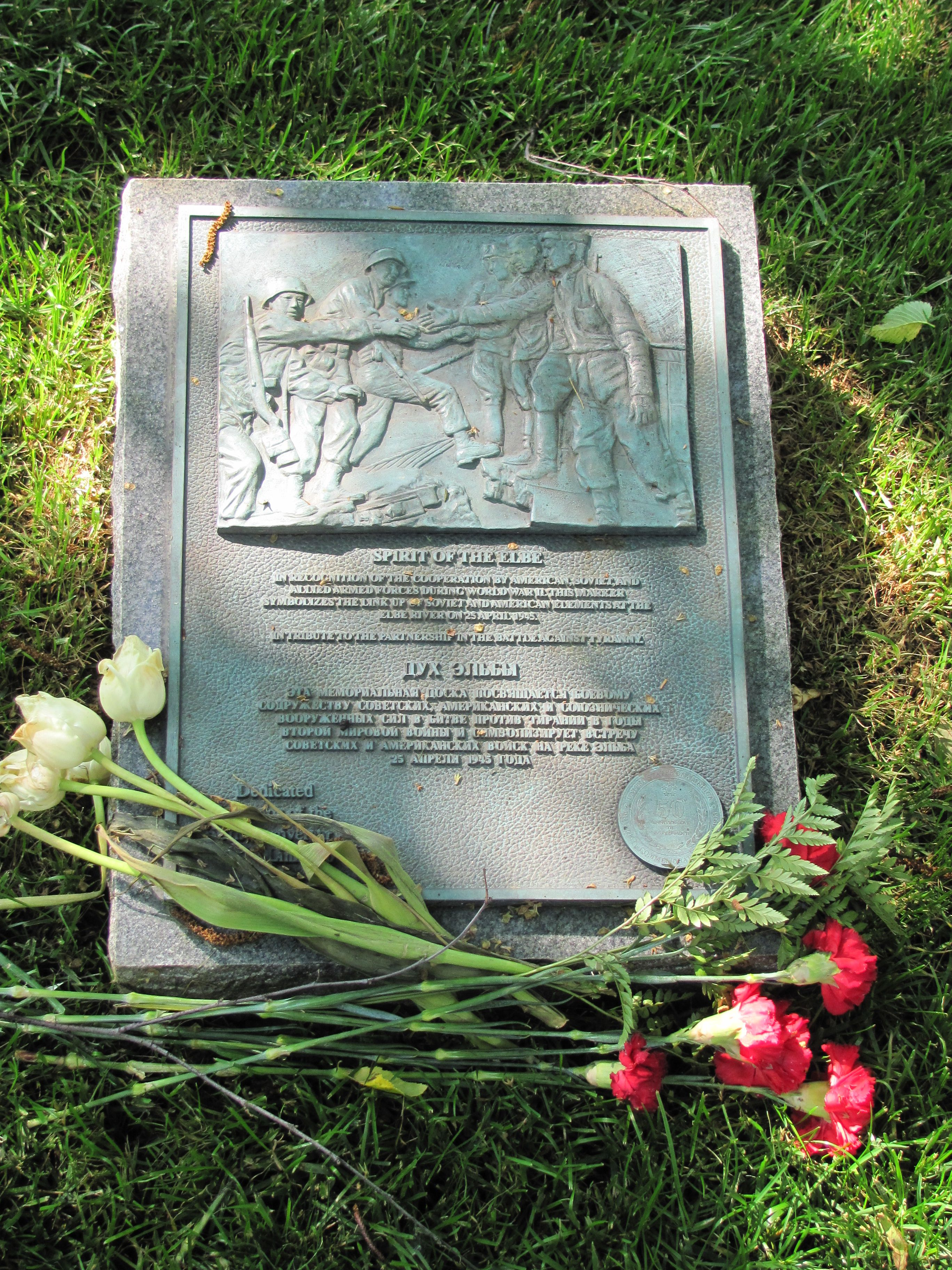
Placa del "Espíritu del Elba", Cementerio Nacional de Arlington..
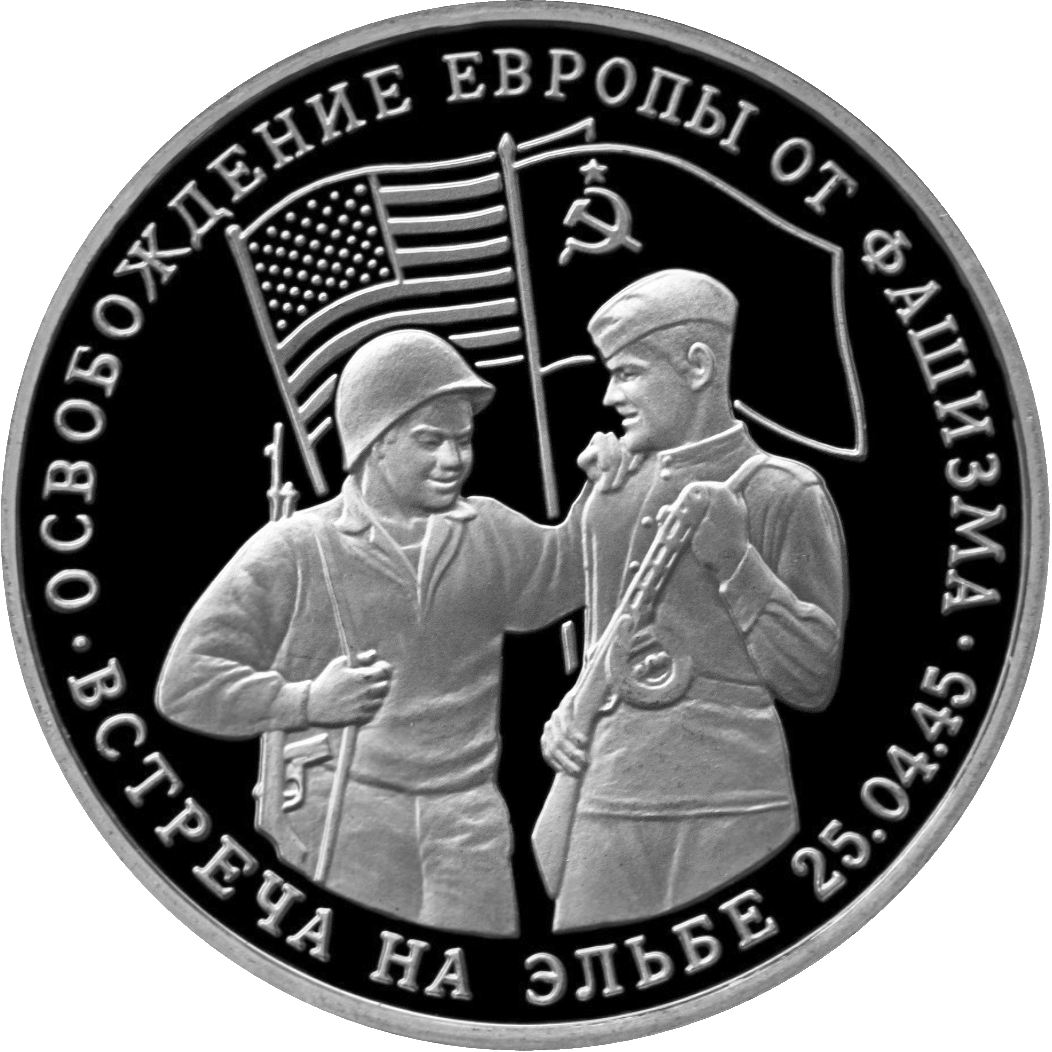
Moneda conmemorativa rusa, 1995.